# Cesonia elegans
Cesonia elegans är en spindelart som först beskrevs av Simon 1891.  Cesonia elegans ingår i släktet Cesonia och familjen plattbuksspindlar. Inga underarter finns listade i Catalogue of Life.